# Comunicação institucional
A Comunicação Institucional é uma área da Comunicação que implica conhecer as instituições e identificar suas propriedades e características (histórico, visão, missões, valores, filosofia e políticas), não se limitando apenas na divulgação institucional e mercadológica. Pode-se considerá-la como um meio de estruturar a comunicação externa e interna da Instituição através de planejamentos, implementações, gerenciamentos e uso de tecnologias. O profissional especializado em Comunicação Institucional é apto para elaborar e implantar leis de comunicação, tendo como principais funções definir os objetivos de comunicação da Instituição, interagir com o povo interno e externo (e avaliar os resultados dessa interação) e criar projetos utilizando diversas mídias existentes. 

## Introdução
A Comunicação Institucional é responsável, por intermédio do departamento de relações públicas, pela formação da identidade e imagem positiva de uma instituição, ressaltando perspectivas relacionadas com a missão e a ideologia da organização. Está ligada a aparência corporativa que evidencia o lado público das instituições, formando uma personalidade organizacional.
Desta forma, elaborar a Comunicação Institucional é conhecer e compartilhar características de uma empresa, sobretudo seus valores.
Elas buscam preservar e consolidar sua imagem com os clientes e parceiros e, se ocorrer alguma crise, precisam de alguém que ajude a manter essa imagem de respeito intacta junto à imprensa.
Para Pacale Weile, especialista nessa área na França, antigamente, a Comunicação Institucional se definia apenas na comunicação de marca de produtos.
Essa mesma autora diz que a empresa não pode restringir como uma "emissora e marcas".Deve recorrer a outras instâncias, a outra voz que estabeleça uma relação diferente e vá além do registro puramente comercial:a instituição.A empresa revela uma tomada de consciência. Vê-se agora como um sujeito pensante e dirigindo sua produção.  

## O Perfil do Profissional
O profissional que trabalha nesta área em geral tem afinidade em trabalhar com textos. Tem como qualidades pessoais a persuasão e a argumentação, tem domínio da língua materna, interesse por línguas estrangeiras, é criativo, capacitado para defender pontos de vista diversos e tem facilidade de se adaptar a novas mídias e meios de comunicação.
Este acumula essas e outras funções importantes. Ele é um profissional indispensável em qualquer empresa que deseja manter uma boa comunicação entre seus clientes, funcionários, prestadores de serviço e outras instituições. Não há dúvidas de que cabe ao Relações Públicas administrar estrategicamente a comunicação das organizações com seus públicos, atuando não de forma isolada, mas em perfeita sinergia com todas as modalidades comunicacionais. Esse é um trabalho de relações públicas via comunicação institucional, que busca conhecer os públicos numa perspectiva da dinâmica do ambiente, levando em conta as contingências, as ameaças e as oportunidades advindas desse universo social e organizacional.

## Instrumentos da Comunicação Institucional
Os instrumentos são constituídos pelas ferramentas que coincidem e exprimem a comunicação das empresas institucionalmente para o seu público, clientes, opinião pública e sociedade em geral. Sendo a opinião pública de suma importância.
Estão nesse conjunto de ferramentas: as relações públicas, que se encarregam do planejamento, gerenciamento e estratégia, para criar pontes de comunicação com o público.
Conjuntamente situam-se, o jornalismo empresarial, a assessoria de imprensa, a publicidade/propaganda institucional, a imagem e a identidade corporativa, o marketing social, o marketing cultural e a editoração multimídia.

## Comunicação Interna
A Comunicação interna é um setor planejado que tem como objetivos possibilitar a maior interação entre a instituição e seus respectivos funcionários através de ferramentas da Comunicação institucional ou do marketing interno.  O Plano de Comunicação elaborado pela Rhodia em 1985  define Comunicação interna como: "Uma ferramenta estratégica para compatibilização de interesses dos empregados e da empresa, através do estímulo ao diálogo, à troca de informações e de experiências e à participação de todos os níveis" (Rhodia, 1985).

## Público Interno
A empresa socialmente responsável não se limita a respeitar os direitos dos trabalhadores, consolidados na legislação trabalhista e nos padrões da OIT (Organização Internacional do Trabalho), ainda que esse seja um pressuposto indispensável. A empresa deve ir além e investir no desenvolvimento pessoal e profissional de seus empregados, bem como na melhoria das condições de trabalho e no estreitamento de suas relações com os empregados. Também deve estar atenta para o respeito às culturas locais, revelado por um relacionamento ético e responsável com as minorias e instituições que representam seus interesses.

## Comunicação Externa
A comunicação externa é responsável pela elaboração e execução de ações com outras empresas, ações sócio-culturais e relações governamentais.
Além da comunicação com outras instituições, os profissionais responsáveis pela comunicação externa tratam da imagem da empresa visando preservá-la e melhorá-la.

## Público Externo
Relações com o público em geral, imprensa, comunidade, cliente, escola, concorrentes, sindicatos, organizações não governamentais etc., enfim, os públicos que não estão na organização, mas se relacionam com ela são chamados de Público Externo .
As organizações devem ter clareza de propósito e eficiência na mensagem.
A responsabilidade do bom relacionamento com o público externo cabe a todos os colaboradores da empresa, e é necessário que ele esteja familiarizado com as diretrizes e atividades da organização. Cada segmento de público externo deve ter o tratamento adequado a ele.

## Área de Atuação
A atuação deste profissional abrange pequenas, médias e grandes empresas em quaisquer setores produtivos, uma vez que a necessidade de comunicação interna e externa se faz presente em qualquer ramo de negócios. O profissional formado nos cursos de Jornalismo, Relações Públicas ou Marketing  terá competências e habilidades para:
- 1. Planejar, desenvolver e implementar a comunicação interna e externa da empresa/instituição;
- 2. Identificar e definir públicos-alvos para a [7] comunicação interna e externa da empresa/instituição;
- 3. Mensurar resultados da política de comunicação desenvolvida pela empresa/instituição;[7]
- 4. Criar e editar publicações internas para colaboradores(jornais; informativos; murais; manuais) e externas para clientes ou consumidores;[7]
- 5. Gerenciar a comunicação em situações de crise;
- 6. Planejar e organizar pequenos, médios ou grandes eventos como recepções, palestras, cursos, apresentações, congressos, feiras, workshops e seminários;
- 7. Desenvolver Manual de Procedimentos para relações com a imprensa;
- 8. Organizar entrevistas coletivas e individuais;
- 9. Acompanhar e analisar nos noticiários local, nacional e internacional matérias referentes à empresa/instituição.